# 让-弗朗索瓦·图尔农
让-弗朗索瓦·图尔农（法語：Jean-François Tournon，1905年8月6日—1986年4月12日），法国男子击剑运动员。他曾代表法国参加1948年和1952年夏季奥林匹克运动会击剑比赛，获得一枚铜牌。